# Hataraku Maō-sama!
Hataraku Maō-sama! (はたらく魔王さま! ¡El Rey Demonio trabaja!?), también conocida como The Devil Is a Part-Timer! en inglés, es una serie de novelas ligeras japonesa escritas por Satoshi Wagahara e ilustradas por 029 (Oniku). ASCII Media Works ha publicado veintiuno volúmenes desde febrero de 2011. La historia se centra en un rey demonio llamado Satan Jacob, quien estando a punto de conquistar su propio mundo, es acorralado por los humanos, por lo cual de repente decide huir de la Isla Ente para luego regresar más poderoso, para transportarse al Tokio actual de la Tierra y acabar trabajando en un restaurante de comida rápida.
Ha habido dos adaptaciones a manga producidas por ASCII Media Works y serializadas en las revistas Dengeki Daioh y Dengeki Maoh. Una adaptación a serie de anime fue producida por White Fox y dirigida por Naoto Hosoda, dicha adaptación fue estranada el 4 de abril de 2013. Una segunda temporada producida por 3Hz se estrenó el 14 de julio de 2022.

## Argumento
La historia da inicio en un mundo de fantasía sumido en guerra. En el océano de Ignora, yace oculto una extensa masa de tierra rodeada por cuatro islas al sur, norte, este y oeste, tomando la forma de una cruz, en el centro y bendecida con la gracia divina, se encuentra la isla más grande conocida como Isla Ente, en dicho lugar solo un nombre causa gran temor, el señor de Isla Ente, el Rey Demonio Satan Jacob, la encarnación del terror y la crueldad, señor del inframundo, soberano de toda criatura maligna de dicho lugar y cuyo único propósito es conquistar el mundo y sumirlo en una nueva era de oscuridad para sus súbditos, por lo que decide declararle la guerra a la humanidad. Satan no está solo, a su lado tiene cuatro generales de batalla, los demonios más fuertes de su reino; Adeamelesh, Lucifer, Alsiel y Malacoda, quienes atacan simultáneamente las cuatro islas, logrando sumergir poco a poco a la humanidad en el dolor, la destrucción y la desesperación.
Sin embargo, un héroe se alzó en armas por encima del resto del ejército humano, con el objetivo de salvar a la humanidad de la destrucción total, logrando junto a su séquito destruir uno a uno, a tres de los cuatro generales del rey Satan, comenzando con Lucifer en el oeste, Adramelech en el norte y Malacoda en el sur, después de este inesperado golpe propinado al rey Satan, el héroe reunió las tropas sobrevivientes del ejército humano de las cuatro islas y se adentró en tierras del rey Satan, dirigiendo la batalla a las puertas de su fortaleza, logrando así diezmar considerablemente gran parte de su ejército. Acorralado en batalla por el héroe y su séquito, el rey Satan, reconociendo su derrota decide retirarse junto con Alsiel, su último general vivo, a una dimensión alterna a recuperar sus fuerzas mágicas jurando volver para esta vez sí destruir la humanidad y conquistar el mundo completamente.
Al transportarse en este mundo, el rey Satan se da cuenta de que ahora es humano y que no posee casi nada de magia, lo que le obliga a afrontar una vida de retos cotidianos como todos los demás humanos de este nuevo mundo, adaptándose así a una vida humilde en la que tendrá que trabajar para lograr sobrevivir y así pagarse los gastos que requiere una metrópolis como Tokio, mientras intenta averiguar cómo puede recargar sus fuerzas mágicas en un mundo donde la magia es solo un mito, para regresar a su mundo y conquistarlo definitivamente.
Durante el trascurso de su vida, aquí comienza a acostumbrarse demasiado a la vida humana contemporánea, disfrutando trabajar, vagar y descansar con tranquilidad, cambiando completamente de personalidad, siendo ahora un humano amable, alegre y considerado, distando mucho de su personalidad original que es todo lo contrario, lo que hace que poco o nada le importe regresar a su mundo original. Sin embargo, un día sin aviso alguno se topa con una hermosa joven que vendrá a arrebatarle su tranquilidad, ella es el héroe que lo derrotó en su antiguo mundo, recordándole que su paso por este nuevo mundo, es transitorio y que su objetivo real es volver a su mundo anterior.

## Personajes
Sadao Maō (真奥 貞夫 Maō Sadao?) / Satan Jacob (サタン・ジャコブ?)
Seiyū: Ryōta Ōsaka, Javier Olguín (español latino)
Es el Rey Demonio de Ente Isla. Debido a las acciones de la héroe Emillia Justina y sus compañeros, fue obligado a escapar a esta dimensión, específicamente al Japón moderno junto a Alsiel para recuperar sus fuerzas. Sin embargo una vez en Japón, su apariencia cambia a la de un humano, perdiendo así gran parte de su poder mágico. Para sobrevivir, adopta la identidad de Sadao Maō, un nombre japonés similar a su nombre y título original. Posteriormente alquila un pequeño apartamento de una habitación y viéndose obligado también a obtener algún tipo de ingreso, decide trabajar a tiempo parcial en un local de la franquicia MgRonald (parodia de la franquicia McDonald's), donde luego será promovido a un puesto de tiempo completo.
A pesar de ser el Rey Demonio, en el mundo humano se muestra con una personalidad completamente opuesta a la original, siendo ahora muy cariñoso, atento y responsable, especialmente con Chiho, e incluso con Emillia. Según él mismo explica, nunca tuvo la oportunidad de interactuar con los humanos, por lo cual al llegar a Japón y convivir con ellos comienza a entenderlos mejor. En este nuevo mundo donde no existe la magia, Maō sólo puede recargar su magia si absorbe el dolor y sufrimiento humano, pero evita hacerlo ya que no desea lastimar a nadie de este nuevo mundo ni la gente que lo acogió.
Shirō Ashiya (芦屋 四郎 Ashiya Shirō?) / Alsiel (アルシエル?)
Seiyū: Yūki Ono, Diego Estrada (español latino)
Ashiya es uno de los cuatro generales de Maō y quien se trasladó junto a él al Japón actual. Durante su estadía en Sasazuka se encarga de los quehaceres domésticos y de algunas investigaciones sobre cómo recuperar sus poderes mágicos, ya que resultó bastante inepto a la hora de mantener un empleo. Es extremadamente fiel a Maō, siguiendo ciegamente cada una de sus decisiones sin cuestionarle. Debido a su deplorable situación económica suele mostrar una actitud algo tacaña y racionadora. En Isla Ente solía usar un manto que cubría totalmente su cuerpo desde su cuello hacia abajo y desde que llega a Japón, cada vez que recupera su forma real abandona los combates hasta que va a su casa y se pone nuevamente este manto; aunque en el anime explica que esto lo hace por vanidad y orgullo militar, en el manga y las novelas se insinúa que su cuerpo real probablemente no posee ninguna semejanza humanoide y por esto no le agrada que sus amigos que lo vean. En el capítulo 10 del manga es dibujado con garras y cola de color oscuro en lo que asoma de su ropaje. En las novelas se explica que su cuerpo está cubierto por un exoesqueleto negro excepto por la parte inferior de su rostro, según palabras de Maō es la criatura con la piel más dura de Ente Isla, siendo esto lo que genera el efecto de tener siempre sus ojos y frente cubiertos por una sombra y la razón por la que al transformarse en humano su cuerpo pierde la mayor parte de su corpulencia.
Emi Yusa (遊佐 恵美 Yusa Emi?) / Emillia Justina (エミリア・ユスティーナ?)
Seiyū: Yōko Hikasa, Carla Castañeda (español latino)
Emillia es la héroe de Ente Isla, cuyo deber es derrotar al Rey Demonio. Fue criada por su padre, un granjero; pero al iniciar la guerra la iglesia la reclamó, ya que su madre era un ángel y esto la convertía en el héroe legendario. Sin embargo, mientras viajaba hacia la sede de la iglesia donde sería educada, los ejércitos de Maō erradicaron su pueblo natal, por lo que su deseo de destruirlo va más allá del deber. Después de obligarlo a abandonar Ente Isla, decide seguirlo para acabar definitivamente con él, pero, al igual que Maō, pierde la mayoría de sus poderes sagrados. Debido a esto, decide adoptar un nombre japonés y consigue un trabajo en un Call Center para subsistir mientras sigue cada movimiento del Rey Demonio, a tal grado que su relación con él llega a ser cercana a pesar de su deber y poco a poco se va enamorando de él. Ella es en realidad un híbrido ángel/humano y su edad se calcula en una cifra superior a los setenta años.
Chiho Sasaki (佐々木 千穂 Sasaki Chiho?)
Seiyū: Nao Tōyama, Montserrat Aguilar (español latino)
Chiho es una amiga y compañera de trabajo de Maō en MgRonald. Ella es una chica dulce y bonita que posteriormente se enamora de Maō. Incluso después de enterarse de su verdadera identidad, de su pasado y de conocer su verdadero aspecto, sus sentimientos no cambian. Es capaz de comprender el idioma de Ente Isla debido a un hechizo que Maō conjuró sobre su padre, el inspector Sasaki.
Hanzō Urushihara (漆原 半蔵 Urushihara Hanzō?) / Lucifer (ルシフェル?)
Seiyū: Hiro Shimono, Bruno Coronel (español latino)
Urushihara es un ángel caído y uno de los cuatro generales del Rey Demonio siendo su verdadera identidad "Lucifer", quien se suponía fue derrotado en batalla. Después de que Maō se trasladara al mundo de los humanos, se alió con Olba para derrotarlo. Luego del fracaso de su plan es buscado por la policía debido a los destrozos y tragedias que ocasionó, por lo que Maō y Ashiya lo esconden en su casa, comprándole un ordenador para que navegue en la red y los ayude a investigar un método para recuperar sus poderes. Es bastante bueno con la tecnología y un amante de los videojuegos. Se autodenomina nini y, como tal, no sale de casa y pasa todo el tiempo frente a la PC. Aun cuando se le ofreció devolverle su lugar en el cielo a cambio de traicionar a Maō, no se interesó, ya que asegura que para él estar frente a la computadora sin trabajar es el cielo.
En el cuarto volumen de la novela reconoce durante una conversación con Emi que nunca le ha interesado regresar al cielo, pero que aceptó aliarse con Orba ya que sin Satan al mando sería un paria tanto en el mundo humano como demoníaco y su única oportunidad de sobrevivir sería regresar al cielo aun cuando no le era una idea agradable. De la misma forma revela en la casa de la playa que nunca pierde totalmente sus poderes, ya que como ángel caído puede nutrirse tanto de poder demoníaco como sagrado, si absorbe el primero el plumaje de sus alas se torna negro y si es el segundo se torna blanco, pero aunque no ha explicado la verdadera razón, rechaza usar poderes sagrados a menos que la ocasión sea de extrema necesidad.
Suzuno Kamazuki (鎌月 鈴乃 Kamazuki Suzuno?) / Crestia Bell (クレスティア・ベル?)
Seiyū: Kanae Itō, Erika Langarica (español latino)
Suzuno es vecina de Maō. Ella es miembro de la inquisición de la iglesia de Ente Isla y su deber, al igual que Emillia, es asesinar al Rey Demonio. Inicialmente estaba decidida a cumplir su misión pero conforme fue conociendo a Maō comenzó a dudar al grado de traicionar a la iglesia. Siempre viste un kimono y actúa de manera tradicionalista, ya que aprendió sobre Japón leyendo viejas novelas de las eras Showa y Taisho por lo que es una amante de la era Edo.
Mitsuki Sarue (猿江 三月 Sarue Mitsuki?) / Sariel (サリエル?)
Seiyū: Yūichi Iguchi, Ferso Velázquez (español latino)
Sariel, también conocido como "El ojo demoníaco de los caídos" es un arcángel encomendado a devolver la espada que posee Emilia al cielo. Al principio se presenta como el gerente de la cadena de comida Sentucky (parodia de la franquicia KFC) que está ubicada justo al frente del trabajo de Sadaou Mao y demuestra tener una obsesión con las chicas lindas como Chiho y la Jefa de Sadaou por lo que es recurrente que sea llamado pervertido y enano; en el manga Sadao explica que en el pasado ya lo ha enfrentado y siempre ha sido un mujeriego y en realidad el Cielo lo alejó de sus filas por lo que su incursión en la Tierra es su propia iniciativa ya que él no piensa en sí mismo como un relegado y cree que esto es lo correcto.
Después de ser derrotado, Mao utilizó su magia para enviarlo de regreso a Isla Ente, pero a causa de un árbol de Tanabata que Sadao encantó, el hechizo se confundió y el portal lo dejó en el congelador del MgRonald donde fue encontrado posteriormente por la jefa del local de quien se enamoró. Actualmente es un pretendiente/acosador de la mujer que sufre obesidad ya que constantemente compra y come en MgRonald buscando al oportunidad de verla y a pesar de ser contactado por Miguel para ayudarlo a recuperar los fragmentos de la Yesod se negó ya que asegura que actualmente toda su devoción está enfocada en la mujer que ama y si esto lo hace perder su lugar en el cielo le tiene sin cuidado.
Alas Ramus (アラス・ラムス?)
Seiyū: Hina Kino, Circe Luna (español latino)
Es una pequeña niña de alrededor de los dos años, cabello plateado y ojos púrpura. El Ángel que salvara a Satan cuando pequeño al despedirse le regaló una gema que pidió plantara; cuando el Rey Satan la plantó en el jardín privado de su palacio en Isla Centrum se transformó en un árbol del cual nacería la niña un año después de la derrota de los demonios. Una semana tras el enfrentamiento contra Sariel, un individuo misterioso abrió un portal y la hizo llegar a Sadao y Emi a quienes ella reconoce como sus padres. A pesar de haber llegado desde Ente Isla maneja casi a la perfección el japonés sin necesidad de aprenderlo o usar hechizos. Tras despertar en Japón dejaría claro que sus padres eran el Rey Demonio Satan y la Héroe Emilia, sin dejar lugar a discusión al respecto a pesar de que estos jamás han tenido hijos y mucho menos entre sí.
Emilia demuestra gran amor por ella pero rechaza la idea de compartir la paternidad con Sadao, mientras que este desde un primer momento la acepta como su hija y la trata como tal ya que razona que si fue quien plantó el árbol de donde ella nació eso lo convierte en su padre. Esto lo ha puesto en conflicto directo con el Arcángel Gabriel, Guardián de la novena esfera del Árbol de la vida. La verdadera identidad de alas Ramus es en realidad un fragmento antromorfo del Yesod, la novena séfira del árbol de la vida, al igual que Better half, la espada sagrada de Emi, que fue fragmentado y robado. Según Gabriel y los ángeles esta debe restaurar ya que la creación podría destruirse si no se restaura la vida del árbol; sin embargo, según Alas Ramus, ella y las otras séfiras son simples prisioneros de los arcángeles, quienes los usan para engrandecer su poder a un nivel divino. Tras el primer enfrentamiento serio contra Gabriel, Alas Ramus se fusionaría con Better half para intensificar los poderes de Emilia, esto la hace estar ligada físicamente a su "madre", por lo que para desagrado del héroe, debe permanecer cerca de Sadao para que su "hija" no se entristezca.

## Media

### Novelas ligeras
Hataraku Maō-sama! Comenzó como una serie de novelas ligeras escritas por Satoshi Wagahara, con ilustraciones del artista Oniku. Wagahara originalmente presentó el primer volumen de la serie con el nombre de Maōjō wa Rokujō Hitoma! (魔王城は六畳一間!?), a ASCII Media Works' 17th Dengeki Novel Prize en 2010, y la novela ganó el Premio de Plata. La primera novela fue publicada por ASCII Media Works el 10 de febrero de 2011 bajo su Dengeki Bunko de forma impresa. Veintiuno novelas han sido puestas en venta hasta 2020

### Manga
Una adaptación a serie manga ilustrada por Akio Hīragi, comenzó a serializarse en febrero del 2012 bajo dirección de ASCII Media Works' shōnen manga magacín Dengeki Daioh. El primer volumen tankōbon fue publicado el 27 de junio de 2012, y veintiuno volúmenes han salido a la venta desde entonces, a la fecha.
Un spin-off de la serie de manga, ilustrado por Kurone Mishima y titulado Hataraku Maō-sama! High School! (はたらく魔王さま！ハイスクール！ Hataraku Maō-sama! Hai Sukūru!?), comenzó a serializarse en julio del 2012 en la revista Dengeki Maoh. un volumen tankōbon ha sido sacado a la venta.

### Anime
Una adaptación a anime de Hataraku Maō-sama!, producida por White Fox y dirigida por Naoto Hosoda, salió al aire el 4 de abril de 2013. El anime cuenta con Masahiro Yokotani como el supervisor de guion y con Ikariya Atsushi en la adaptación y diseño de personajes de Oniku. Funimation ha licenciado la serie para la transmisión bajo el título The Devil Is a Part-Timer!. El tema de apertura de la serie es "Zero!!" de Minami Kuribayashi. Tiene tres temas de cierre, "Gekka" (月花?), "Star Chart" (スターチャート Sutā Chāto?) y "Tsumabiku Hitori" (ツマビクヒトリ?), interpretados todos por Nano Ripe.
Se anunció una segunda temporada en la Light Novel Expo de Kadokawa el 6 de marzo de 2021, la cual inició su emisión el 14 de julio de 2022 con el elenco de la primera temporada retomando sus papeles. La segunda temporada estará animada por 3Hz, con la dirección de Daisuke Tsukushi, Ydai Iino diseñando personajes, Yoshihiro Takeda como director de animación en jefe y el resto del personal de la primera temporada retomando sus roles. La segunda temporada se estrenará el 14 de julio de 2022. Crunchyroll obtuvo la licencia de la serie fuera de Asia. El 22 de junio de 2022, Crunchyroll anunció que la serie recibió un doblaje tanto en inglés como en español latino, que se estrenó el 4 de agosto.
Se anunció una secuela tras la conclusión de la segunda temporada. Más tarde se confirmó que sería una tercera temporada. Se estrenó el 13 de julio de 2023. Con los miembros del personal de la segunda temporada retomando sus roles.